# 芳賀町総合情報館
芳賀町総合情報館（はがまちそうごうじょうほうかん）は、栃木県芳賀郡芳賀町に所在する、図書館と郷土博物館、文書館の機能を併せ持つ施設である。
「知恵の環館」の愛称を持つ。

## 歴史
1974年（昭和49年）、村役場として使われていた建物を転用して郷土資料館が開館。2000年（平成12年）に廃校となった校舎に移転したが、来館者は少なく十分に機能していなかった。1992年（平成4年）に芳賀町民会館内に開設された公民館図書室は、開室後間もなく書架が満杯になり、閲覧コーナーの狭さもあり利用者からは本格的な図書館開設の要望が上がった。
芳賀町では1994年より町史の編纂が行われ、1998年の第5回町史編纂委員会の席上で収集した資料の活用が議題に上がり、公文書館構想が持ち上がった。図書館・博物館の課題と公文書館構想が当時の町長の街づくりの理念のもとで一つになり、これら三つの機能を持つ情報館構想が具体化していった。2003年に住民公募による「芳賀町総合情報館（仮称) 設立構想懇談会」及び有識者による「芳賀町総合情報館 (仮称) 設立構想専門委員会」が設置され、2004年3月に 「芳賀町総合情報館（仮称) 基本構想」がまとめられた。同年11月より建物設計のプロポーザルが実施され、2005年3月に基本設計が出来上がった。2006年6月より建設工事に着手し、2007年9月に竣工。2008年7月20日に図書館がプレオープンし、同年10月3日には博物館と文書館がオープンした。町立の公文書館は、1992年の沖縄県北谷町公文書館、1999年の愛媛県城川町文書館（現 西予市）、2006年の神奈川県寒川町の寒川文書館に次いで4例目である。
2008年3月に制定された情報館設置管理条例では、情報館は「芳賀町図書館、芳賀町博物館、芳賀町文書館」という3つの施設をもって構成し、各施設は図書館法、博物館法、公文書館法に基づくものであることを定めている。

## 建築
町役場の隣接地に位置する地上2階建のガラス張りの建物で、建築面積は2,411.33m2。循環型社会の形成を目指す芳賀町では「環のまち芳賀」をスローガンとしており、知が町民に循環するようにとの願いを込めて「知恵の環館」の愛称が付けられた。太陽光発電システムや複層ガラス、氷蓄熱、床輻射式冷暖房など環境に配慮した設備が採り入れられている。
ライトライン（芳賀・宇都宮LRT）の「芳賀町工業団地管理センター前停留場」またはJRバスの「芳賀町役場」停留所が最寄りとなる。

## 博物館
旧水橋村出身の洋画家福田たねや地元出身の日本画家岩村秀巌の作品、免の内台遺跡や千が窪古墳の考古資料、稲作・畑作や当地特産の梨の生産に使われた道具、明治から昭和にかけての生活用具などを所蔵する。常設展は設けず、収蔵庫内において考古資料や民俗資料の保管を行うとともに展示する「収蔵庫内展示」の方法を採用する。展示室では企画展や栃木県立博物館の移動展、町民の生涯学習の場として書画や写真の展示にも活用される。

## 文書館
例年4月から5月にかけて保存期間を満了した公文書および30年を経過した永年保存書類が200～300箱ほど集められ、基準に沿った選別が行われ15～20箱ほどが文書館に移管される。2016年度までは全量移管としていたが、保存スペースの確保や各課の協力を得やすい体制づくりのため｢廃棄してもよい文書の基準｣を定め、この基準に該当しない文書の移管を進めている。
芳賀町では1998年度より公立学校の統廃合が進められ、廃校となったこれらの学校の資料は地域のアイデンティティが凝縮されたものであることから、文書館の主要資料としている。